# Janet Young
Janet Young, Baroness Young från 1971, född 23 oktober 1926 i Widnes, Cheshire, död 6 september 2002 i Oxford, Oxfordshire, var en brittisk konservativ politiker. 
Hon var kansler för hertigdömet Lancaster 1981–1982 och lordsigillbevarare 1982–1983. Eftersom dessa ämbeten har formell ministerstatus, räknas hon som den enda kvinna som utnämndes till minister av Margaret Thatcher: hon var sedan även minister för utrikes- och samväldesfrågor 1983-1987. 
Hon är känd för sitt motstånd mot hbtq-personers rättigheter. 